# Grand Beach
Grand Beach es una villa ubicada en el condado de Berrien en el estado estadounidense de Míchigan. En el Censo de 2010 tenía una población de 272 habitantes y una densidad poblacional de 0,12 personas por km².

## Geografía
Grand Beach se encuentra ubicada en las coordenadas 41°46′29″N 86°47′18″O / 41.77472, -86.78833. Según la Oficina del Censo de los Estados Unidos, Grand Beach tiene una superficie total de 2351.71 km², de la cual 2351.7 km² corresponden a tierra firme y (0%) 0 km² es agua.

## Demografía
Según el censo de 2010, había 272 personas residiendo en Grand Beach. La densidad de población era de 0,12 hab./km². De los 272 habitantes, Grand Beach estaba compuesto por el 100% blancos, el 0% eran afroamericanos, el 0% eran amerindios, el 0% eran asiáticos, el 0% eran isleños del Pacífico, el 0% eran de otras razas y el 0% pertenecían a dos o más razas. Del total de la población el 1.84% eran hispanos o latinos de cualquier raza.